# クロモジ
クロモジ（黒文字）は、クスノキ科クロモジ属の落葉低木の1種（学名: Lindera umbellata）、またはその基準変種（L. umbellata var. umbellata）のことである。葉は互生し、枝先に集まってつき、秋に黄葉する。雌雄異株（雄花と雌花が別の個体につく）であり、花期は早春、葉の展開と同時期に、黄緑色の小さな花が集まって咲く（図1）。果実は液果、秋に黒紫色に熟す。枝の黒い斑紋を文字に見立てて「クロモジ」の名がつけられたとする説が一般的であるが、異説もある。種としては北海道渡島半島から本州、四国と九州の一部に分布する。雑木林などの林内によく生えている。材などに精油が多く芳香があり、高級楊枝の材料とされ、楊枝自体を「黒文字」とよぶことがある。また、茶外茶やアロマオイルとして利用されることもある。

## 名称
和名である「クロモジ（黒文字、烏樟）」の名は、若枝の表面にしばしば生じる黒い斑紋を文字に見立てたものとする説が一般的である。また、黒木（樹皮が付いた木）の楊枝に対して女房言葉の「もじ」をつけたものに由来するとした説もある。
楊枝の材料とされ、ヨージ、ヨジキ、ヨージッキ、ヨージノキなどの別名がある。鷹狩の獲物を送る際に結ぶ枝に使われたことから、北海道、東北、新潟、京都にはトリシバ、トシバ、トリキ、トリノキ、トリコノキ、トリキシバなどの別名がある。また小正月に餅を飾ることがあり、山形、滋賀、山陰にはモチノキ、モチギノキ、モチバナノキなどの別名もある。
そのほかにもアキウリ、アブラギ、ウコンハナノキ、オオバギシャ、オガタマ、カワラノカシラ、クマヤナギ、クロギ、クロジシャ、クロセンブギ、クロトモギ、ショウガノキ、スシギ、チシャ、ナクワ、ネソ、ネロ、ハシギ、ハトリキ、ハホゼリノキ、フクギ、ホーノキ、ホヨージ、マツブサ、マンサク、モンジャなど各地で地方名が多い。

## 特徴
落葉低木、高さ2–6メートル (m)、幹の直径6–10センチメートル (cm) になる（図2a）。一年枝は暗緑色でふつう黒い斑紋が生じ、はじめは毛があるがすぐに無毛、皮目は二年枝以降に生じる（図4）。成木の樹皮は灰褐色で円い皮目が散在し、古くなると灰色になり次第にざらつく（図2b）。頂芽は長さ10–15ミリメートル (mm)、葉芽は細長く葉状の芽鱗で包まれ、花芽は球形、淡褐色の毛がある柄で葉芽の基部につく。葉痕は小さく半円形、維管束痕は弓状で1個。樹皮や枝、材、葉を傷つけると芳香がする。
葉は互生し、枝先に集まってつく（図3）。葉柄は長さ 0.7–1.5 cm、軟毛を散生し、赤みを帯びる。葉身は倒卵状長楕円形、基部はくさび形、先端は鋭頭または鈍頭、全縁、洋紙質、表面は緑色で光沢はなく、裏面は緑白色、はじめは両面に絹毛に覆われるが、のちに表面は無毛、裏面は無毛または脈上に毛が残り、葉脈は羽状で側脈は4–6対、網脈は裏面に隆起しない（図3a）。葉身の大きさは変種によってやや異なり、基準変種（狭義のクロモジ）では 5–10 × 1.5–3.5 cm であるが、変種オオバクロモジではより大型で長さ 7–14 cm になる。秋に黄葉し、澄んだ黄色に色づく（図3b）。
雌雄異株であり、花期は3–4月、葉の展開と同時期に、芳香がある黄緑色の小さな花が10–13個集まった散形花序が葉腋に1–3個つき、花序柄は長さ 3–6 mm、有毛、総苞片は6枚、十字対生する（図1, 4）。雄花の花柄は有毛で長さ約 6 mm、花被片は6枚、淡黄緑色で楕円形、長さ約 3 mm、雄しべは9個、3個ずつ3輪、葯は2室で内向、最内輪の雄しべの花糸には1対の腺体があり、中央の不稔雌しべは長さ 0.8 mm、先端はとがる。雌花の花柄は有毛で長さ約 4.5 mm、花被片は6枚、長さ約 2 mm、仮雄しべが9個、3個ずつ3輪、最内輪の仮雄しべには1対の腺体があり、中央の雌しべは1個、長さ約 1.8 mm、子房は約 1 mm、柱頭は広がる。

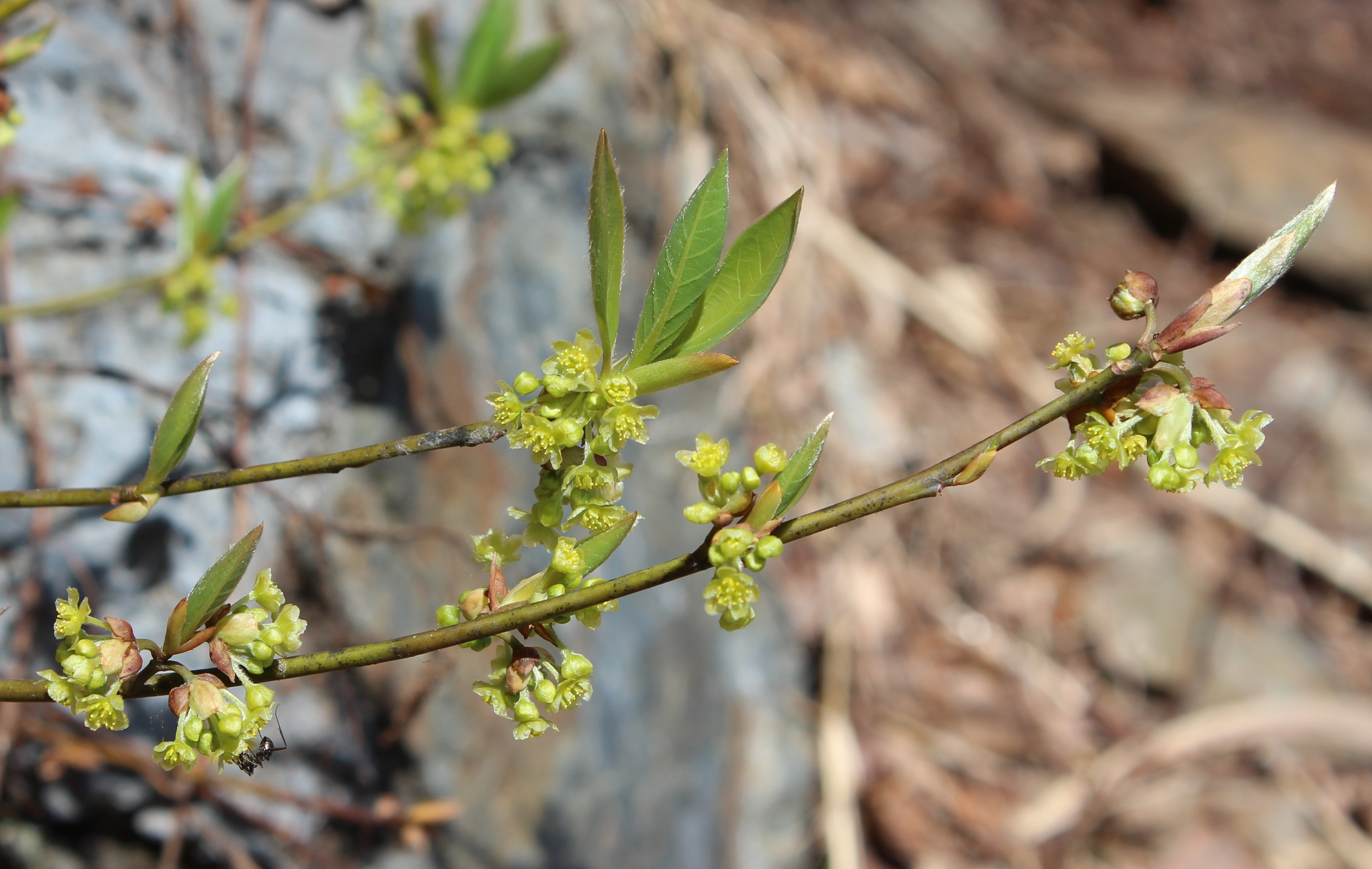
4. 雄花序をつけた枝（枝は暗緑色で黒い斑紋がある）

果実は液果、10–11月に黒紫色に熟し、球形で直径 5–6 mm（図3a）。果柄は長さ約 1.5 cm、絹毛があり、先端へ次第に太くなる。種子は1個、偏球形から球形、長さ 5 mm 前後、赤褐色から黒褐色、基部は白色、光沢はない。

## 分布・生態
日本固有種であり、種としては北海道（渡島半島）、本州、四国、九州に分布する。このうち、基準変種のクロモジ（狭義）は本州の太平洋側および瀬戸内海側、四国と九州の一部に分布し、変種のオオバクロモジは北海道、本州の日本海側に分布する。温帯下部から暖帯の落葉樹林内に生育する。

## 保全状況評価
基準変種のクロモジ（狭義）は、徳島県と香川県で絶滅危惧 I 類、福岡県で絶滅危惧 II 類の指定を受け、高知県で情報不足とされる。また変種オオバクロモジは、岡山県で留意種とされている。

## 人間との関わり
利用面においては、近縁種のケクロモジやヒメクロモジなどと特に区別せずに「クロモジ」として用いられている。高級楊枝の材料としてよく知られ、このような楊枝のことを「黒文字」とよぶこともある。精油を多く含み、生薬や香料としても利用されている。

### 楊枝など

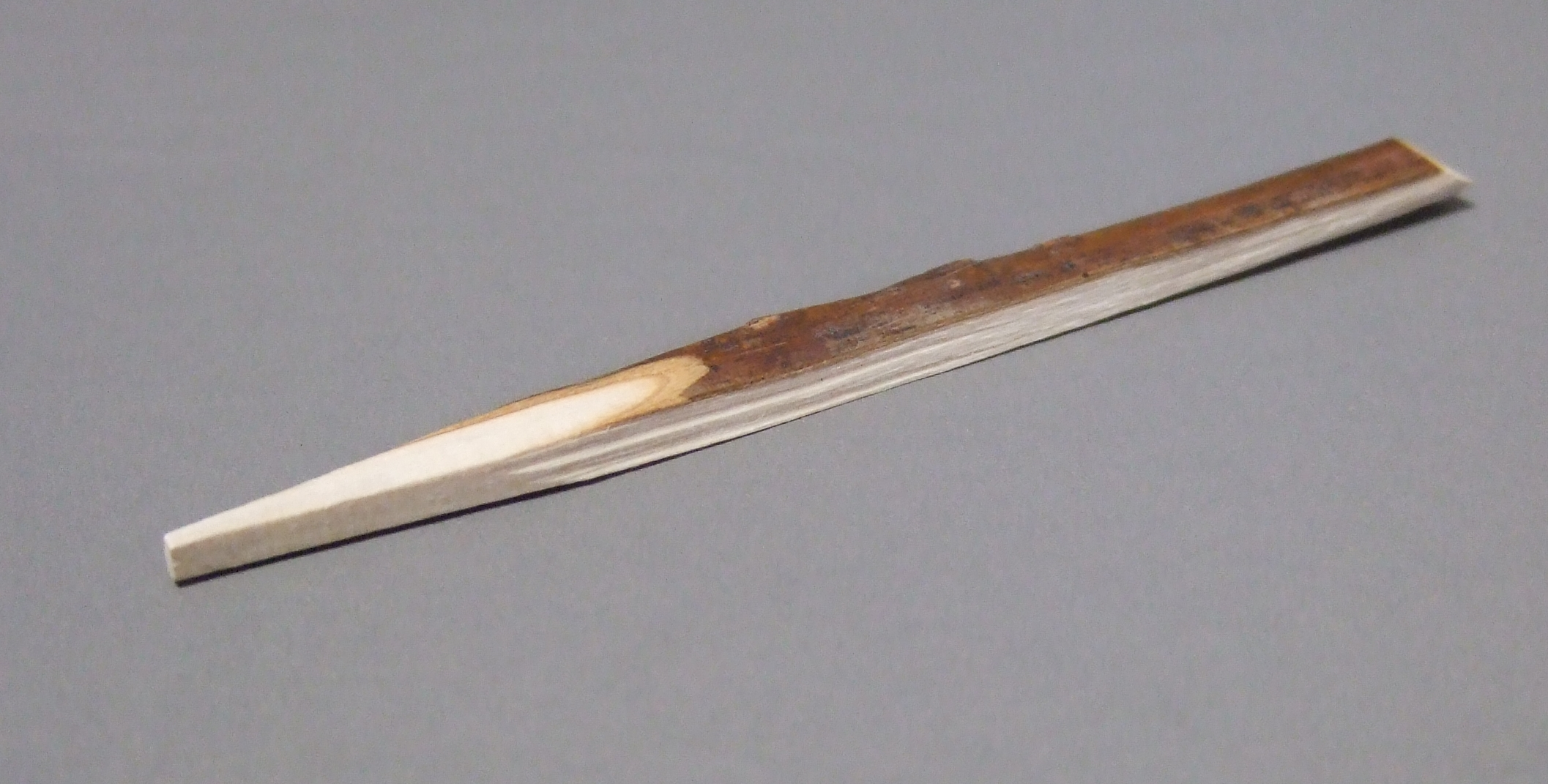
5. 黒文字の楊枝

植物体には芳香があり、日本では楊枝として広く利用され、そのため「黒文字（くろもじ）」は楊枝の代名詞ともなっている。ふつう樹皮がついたままの枝を材料とし、基部に黒い樹皮を削ぎ残してある（皮付楊枝）（図5）。高級品とされ、特に菓子楊枝として使われることが多い。茶道では、茶席で出された菓子楊枝を懐紙に包んで持ち帰り、菓子楊枝の裏に日時、場所、菓子銘などを記して記念とする作法も存在する。
クロモジの楊枝は江戸時代から上総地方で作られ、武士の内職として始まったともされる（上総楊枝）。特に君津市久留里のクロモジ楊枝は品質が良いとされ、大正時代には久留里における楊枝の年間総生産高は2万円（現在の価格で7千万円）に達する主要産業であったとされる。やがて樹皮を残した飾り楊枝が作られるようになり、現在では雨城楊枝（雨城は久留里城の別称）として千葉県指定伝統的工芸品に指定されている。千葉県では、クロモジ楊枝として他にも市原市の梅ケ瀬楊枝、千葉市の肝木房楊枝やちば楊枝、睦沢町の長生楊枝、木更津市の畑沢楊枝が千葉県指定伝統的工芸品とされている。
クロモジ材は箸の材料ともされ、長野県鬼無里では虫歯を防ぐ効果があるとされる。クロモジで造った編み目の細かい柴垣は鶯垣（うぐいすがき）とよばれ、茶室の庭などに用いられる。

### 薬用
枝葉や根皮を生薬とし、生薬名はそれぞれ釣樟（チョウショウ）、釣樟根皮（チョウショウコンピ）である。枝を乾燥させたものは烏樟（ウショウ）ともよばれる。
枝葉は8–9月に採集して陰干しし、根は掘り上げ、洗浄したのち皮を採取して陰干しにする。

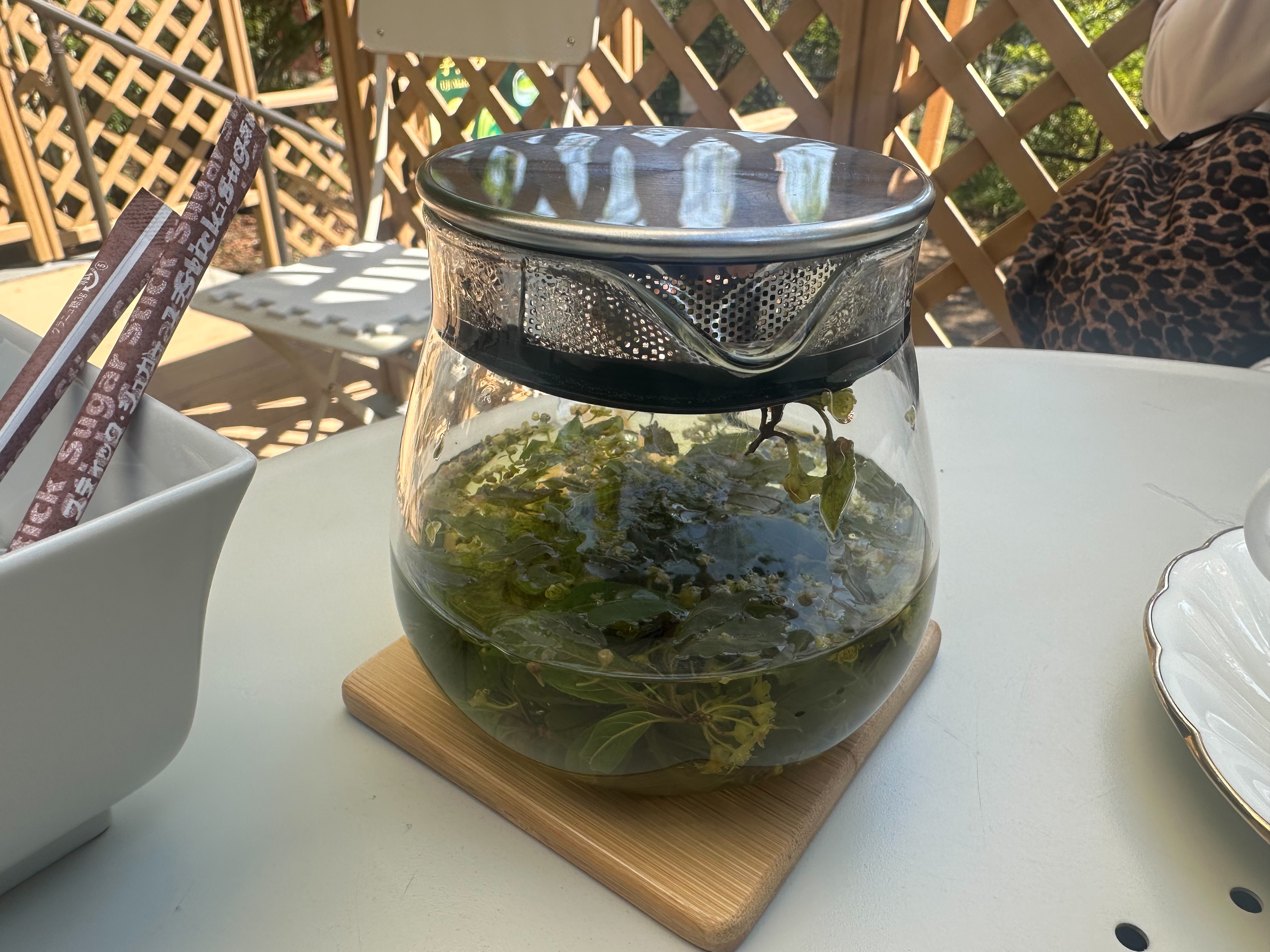
6. クロモジ茶

鎮静、去痰、保温、健胃、抗菌、消炎、頭髪の脱毛とフケ防止などに有効とされる。一時的な血圧降下も示されている。脚気、急性胃腸炎などに対して枝葉3–5グラム（1日量）を煎じて服用したり、粉末を止血に用いる。ホワイトリカーに漬け込んで薬酒とし、盃1–2杯（1日量）が健胃と食欲増進に有効とされる。養命酒には、烏樟の名で生薬としては最も多く配合されている。クロモジの葉や枝を用いた茶外茶はクロモジ茶（くろもじ茶、黒文字茶）とよばれ、リラックス効果や鎮痛消炎効果があるとされる（図6）。また、枝葉を刻んだものを布袋に入れて入浴剤とし、肩こりや腰痛、関節痛、神経痛、リウマチ、皮膚病、冷え性に対して用いられる。たむしなど寄生性皮膚病には、根皮の煎液で患部を洗う。また、頭髪脱毛とフケ防止には、クロモジローションを頭皮によくすり込む用法が知られている。
クロモジのエキスには、インフルエンザウイルスやヒトコロナウイルスOC43の感染を抑制することが報告されている

### 精油
クロモジの枝葉から抽出される精油は、クロモジ油（黒文字油）ともよばれ、香水や石鹸などの香料に利用される。また枝葉を刻んで薬用アルコールに漬け、ときどき振って1週間ほどしてから濾過した浸出液はクロモジローションともよばれる。8–10月に枝葉を採取し、水蒸気蒸留することで得られる。かつては日本特産の香料として欧州に輸出され、主産地は伊豆半島であった。1970年代の時点でほとんど採油されることはなくなったが、21世紀現在ではクロモジを用いた地域振興が盛んになり、クロモジ茶（上記参照）や精油、これを用いた化粧品、アロマオイルなどが多く流通している。
クロモジは全植物体に精油を含み、収油率は葉で0.4%、種子で1.2%、果肉（果皮）で0.09%ほどである。クロモジの精油組成は、器官や時期などによって大きく変動し、一例を下に示す。葉にリナロールやシネオールが多い例や、ゲラニオールが多い例も報告されている。また種子の精油主成分としてネロリドール、果皮の精油主成分として11-ドデセン-1-オールが報告されている。
| 精油                              | 葉    | 葉    | 葉    | 葉    | 枝    | 枝    | 枝    |
| 精油                              | 4月   | 6月   | 8月   | 10月  | 6月   | 8月   | 10月  |
| --------------------------------- | ----- | ----- | ----- | ----- | ----- | ----- | ----- |
| 2-シクロプロピリデンプロパン      |       |       | 5.07  |       |       |       |       |
| D-リモネン                        | 31.98 | 2.98  | 1.46  | 6.25  |       |       |       |
| リモネン                          |       |       |       |       | 3.0   | 14.13 | 17.77 |
| γ-テルピネン                      | 5.10  | 0.48  | 0.08  | 0.69  | 0.19  | 0.88  | 0.61  |
| p-シメン                          |       | 1.08  |       | 6.68  |       |       | 10.21 |
| 3-Isopropenyl-5-methylcyclohexene |       |       |       |       |       | 9.93  |       |
| 1-ヘクサノール                    |       |       | 8.78  | 0.74  |       |       |       |
| 青葉アルコール                    | 0.15  | 0.08  | 24.45 | 8.31  |       |       |       |
| trans-2-Hexen-1-ol                |       |       | 5.42  | 1.04  | 0.18  |       |       |
| β-カリオフィレン                  | 10.69 |       |       |       |       |       |       |
| リナロール                        |       | 0.27  | 0.11  | 0.98  | 19.13 | 5.62  | 5.69  |
| ジヒドロカルボン                  | 2.15  | 19.13 | 12.71 | 19.08 | 21.37 | 15.14 | 9.51  |
| D-カルボン                        |       | 13.66 | 1.03  | 0.42  |       |       |       |
| ジヒドロカルベオール              |       | 11.60 | 1.98  | 2.93  | 1.81  | 4.83  | 8.00  |
| ネオジヒドロカルベオール          |       | 28.07 | 1.81  | 10.02 | 1.42  |       | 5.40  |

### 観賞用
早春の花が少ない時期に開花するため、公園や茶庭、庭などに植栽されることがある。苗木を購入するのが一般的であるが、種子（発芽率は低い）や挿し木でも増やせる。直射日光を嫌い、木洩れ日の差すような環境が適する。
また、花をつけた枝は生け花の花材に利用される。

### 風習
鷹狩の獲物の鳥を結びつける枝として、クロモジがよく使われた。このような枝は鳥柴（とりしば、としば）とよばれ、そのため一部地域ではクロモジのことをトリシバやトリキとよぶ（上記参照）。また、奥羽の山村では、マタギが狩りのあとの毛祭で獲物の一部を切ってクロモジに挟んで山の神に供える風習があった。山陰地方や滋賀県の一部では、小正月に餅花をクロモジの木に飾り付けた（上記参照）。また岐阜県の山村では、五平餅の串をクロモジで作る。伊勢神宮の用材を伐採する際には、クロモジで祭壇を作りこれに供物を奉納してから切るようにしている地域もある。これらの例から、クロモジは神を祭るための祭りの木であったとも考えられている。

## 分類
クロモジには、下記の2変種が認められることが多い。オオバクロモジは、基準変種に比べて全体に大型で葉も長さ 7–14 cm になる。オオバクロモジは北海道渡島半島から本州日本海側に分布しており、本州太平洋側から瀬戸内海側および四国と九州の一部に分布する基準亜種とはおおよそ住み分けているが、関東西部から近畿地方にかけて分布が重なっており、形態的にも中間型があり連続する。
- オオバクロモジ Lindera umbellata var. membranacea (Maxim.) Momiy. (1954)[48]
シノニム: Benzoin membranaceum (Maxim.) Kuntze (1891); Lindera membranacea Maxim. (1868); Lindera umbellata subsp. membranacea (Maxim.) Kitam. (1959); Lindera umbellata f. membranacea (Maxim.) Makino ex Hiyama (1956); Benzoin membranaceum var. aurantiacum Muroi (1935); Lindera umbellata f. aurantiaca (Muroi) Okuyama (1955); Lindera umbellata var. aurantiaca (Muroi) Hiyama (1956)
- クロモジ (狭義) Lindera umbellata var. umbellata[49]
シノニム: Benzoin hypoglaucum (Maxim.) Rehder (1914); Benzoin hypoleucum Kuntze (1891), nom. illeg.; Benzoin obtusum (Franch. & Sav.) Kuntze (1891); Benzoin thunbergii Siebold & Zucc. (1846); Benzoin umbellatum var. hypoglaucum (Maxim.) Rehder (1919); Lindera hypoglauca Maxim. (1868); Lindera obtusa Franch. & Sav. (1878); Lindera thunbergii Makino (1900); Lindera umbellata var. hypoglauca (Maxim.) Makino ex C.K.Allen (1941); Lindera umbellata f. hypoglauca (Maxim.) Makino (1900); Sassafras thunbergii Siebold (1830), nom. nud.